# Праздник святого Иоргена

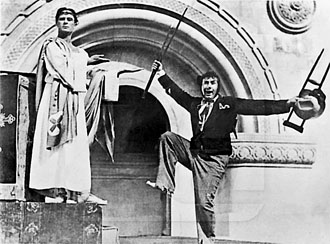
«Св. Иорген» исцеляет инвалида. Кадр из фильма.

«Праздник святого Иоргена» — советский фильм-комедия режиссёра Якова Протазанова по мотивам повести датского писателя Харальда Бергстедта «Фабрика святых» (1919 год, перевод на русский язык — 1924 год). Премьера состоялась 25 августа 1930 года.

## Сюжет
Действие происходит в некой европейской стране накануне церковного праздника святого Иоргена, основным торжеством которого является выбор его невесты со вручением ей большого денежного приза. Кандидатуры на роль невесты святого Иоргена являются родственницами священнослужителей, а выборы подтасовываются. Епископ (наместник храма, «Правая рука Господа Бога») вводит в игру свою родственницу Олеандру. Для привлечения прихожан епископ даже использует самые современные технологии того времени, заказывая фильм «Житие и чудеса святого Иоргена».
Тем временем вор Коркис совершает побег из тюрьмы с помощью сообщника Шульца. В поезде он знакомится с Олеандрой. Смешавшись с толпой прихожан, они оказываются у храма. Увидев, сколько денег оседает в карманах священнослужителей, сообщники задумывают кражу в храме. Шульц изготавливает дубликат ключа, впускает в церковь Коркиса и запирает дверь. Но сам попадается на глаза полиции и вынужден притвориться инвалидом.
Церковная процессия, подходящая к храму, застаёт Коркиса врасплох. Он быстро переодевается святым Иоргеном и выходит навстречу толпе. Когда от него требуют чуда, он замечает Шульца, «исцеляет» его и отпускает всем грехи бесплатно. Последнее вызывает смятение у власть имущих и служителей церкви, и они откупаются от новоявленного «святого». Коркис, невеста святого Иоргена и Шульц покидают город. В финальных кадрах епископ объявляет о новообретённом святом Франце, показывая икону, на которой Шульц держит костыль.

## В ролях
- Игорь Ильинский — Франц Шульц
- Анатолий Кторов — Михаэль Коркис, вор
- Михаил Климов — наместник храма святого Иоргена
- Иван Аркадин — казначей храма святого Иоргена
- Мария Стрелкова — Олеандра, дочь наместника храма
- Владимир Уральский — проводник железной дороги
- Анатолий Горюнов — продавец реликвий
- Феофан Шипулинский
- Леонид Оболенский — кинорежиссёр
- Николай Кутузов — начальник полиции
- Станислав Новак — кинооператор
- Нина Толчан — ангел
- Даниил Введенский — монах
- Владимир Михайлов — монах
- Сергей Ценин — представитель науки
- Александр Гейрот — Гутен, член парламента

## Съёмочная группа
- Сценаристы: Владимир Швейцер, Яков Протазанов
- Режиссёр: Яков Протазанов
- Оператор: Пётр Ермолов
- Художники: Анатолий Арапов, Владимир Баллюзек, Сергей Козловский

## Факты
- Фильм снимался как немой, однако в 1935 году было принято решение о выпуске звуковой версии. Специально для этого в фильм добавили ряд озвученных сцен, текст к которым написал Яков Протазанов совместно с Владимиром Швейцером.
- Интертитры написаны Ильёй Ильфом и Евгением Петровым.
- Работа над сценарием началась осенью 1927 года и длилась около двух лет. Протазанов писал его попеременно с Сигизмундом Кржижановским и Олегом Леонидовым (соавтором по нескольким другим картинам), однако в финальный вариант фильма их имена не попали[1].
- Большое количество сцен снималось во дворе и в интерьерах Воронцовского дворца в Алупке. В виде натуры для собора св. Йоргена использован двор, лестницы и интерьер церкви Святой Рипсиме в Ялте[2].
- Сыгравшие две главные роли Кторов и Ильинский, хотя и прожили после выхода фильма более 50 лет и были близкими друзьями, никогда больше вместе не снимались в кино.
- В 2001 году в Донецке был установлен Памятник исцелившемуся больному.

## Пение
В фильме не раз звучат строки, заимствованные из литературного первоисточника — повести Бергстеда: «Скажи нам, Йорген, нас любя, что было б с нами без тебя!» Развитие сюжета сопровождается церковным пением: «Примите стадо покорное, святому поклониться; дары обильные приносите Ему!», а также на разные лады слов: «Придите, приносите…», «Прославим Иоргена, прославим блаженного. Слава! Слава! Иорген святой явися к нам!»